# Glischropus javanus
Glischropus javanus là một loài động vật có vú trong họ Dơi muỗi, bộ Dơi. Loài này được Chasen mô tả năm 1939.